# Daniel Carr (nadador)
Daniel Carr (Colorado Springs, Estados Unidos, 8 de septiembre de 1998) es un nadador de Estados Unidos que ganó 3 medallas de oro en los Juegos Panamericanos de 2019 en las pruebas: 100 metros espalda, 200 metros espalda y 4x100 metros estilo.

## Palmarés internacional
| Juegos Panamericanos | Juegos Panamericanos | Juegos Panamericanos | Juegos Panamericanos |
| Año                  | Lugar                | Medalla              | Prueba               |
| -------------------- | -------------------- | -------------------- | -------------------- |
| 2019                 | Lima (Perú)          | Medalla de oro       | 100 m espalda        |
| 2019                 | Lima (Perú)          | Medalla de oro       | 200 m espalda        |
| 2019                 | Lima (Perú)          | Medalla de oro       | 4x100 m estilo       |